# 卡卡 (神话)
卡卡（英語：Caca (mythology)）古罗马宗教和神话的女性神祇之一。其事迹反映于相关古罗马时代的作家之著述中并被赋予其来源与意义，具有重要地影响与积极意义。